# Vicariato apostolico di Casanare
Il vicariato apostolico di Casanare (in latino Vicariatus Apostolicus Casanarensis) è una sede soppressa della Chiesa cattolica in Colombia.

## Storia
Il vicariato apostolico di Casanare fu eretto il 17 luglio 1893 con il breve Romani Pontífices di papa Leone XIII, ricavandone il territorio dalla diocesi di Tunja.
La missione in questo territorio colombiano fu affidata agli agostiniani recolletti. Primo vicario apostolico fu Ezequiel Moreno y Díaz, canonizzato da papa Giovanni Paolo II l'11 ottobre 1992.
Il 26 maggio 1915 cedette una porzione di territorio a vantaggio dell'erezione della prefettura apostolica di Arauca, elevata a diocesi nel 1984.
Il vicariato apostolico fu soppresso il 29 ottobre 1999 e contestualmente con il suo territorio furono erette la diocesi di Yopal ed il vicariato apostolico di Trinidad, mentre un'altra porzione fu annessa dalla diocesi di Garagoa.

## Cronotassi dei vicari apostolici
- Sant'Ezequiel Moreno y Díaz, O.A.R. † (8 giugno 1894 - 2 dicembre 1895 nominato vescovo di Pasto)
- Nicolás Casas y Conde, O.A.R. † (2 dicembre 1895 - 5 aprile 1906 deceduto)
  - Sede vacante (1906-1920)
- Santos Ballesteros López, O.A.R. † (22 aprile 1920 - 13 novembre 1933 dimesso)
- Pablo Alegría Iriarte, O.A.R. † (9 luglio 1934 - 11 settembre 1939 deceduto)
- Nicasio Balisa y Melero, O.A.R. † (14 gennaio 1941 - 3 febbraio 1965 deceduto)
- Arturo Salazar Mejía, O.A.R. † (14 ottobre 1965 - 3 gennaio 1977 nominato vescovo di Pasto)
- Olavio López Duque, O.A.R. † (30 maggio 1977 - 29 ottobre 1999 nominato amministratore apostolico di Yopal e di Trinidad[2])

## Statistiche
| anno | popolazione | popolazione | popolazione | presbiteri | presbiteri | presbiteri | presbiteri                | diaconi | religiosi | religiosi | parrocchie |
| anno | battezzati  | totale      | %           | numero     | secolari   | regolari   | battezzati per presbitero | diaconi | uomini    | donne     | parrocchie |
| ---- | ----------- | ----------- | ----------- | ---------- | ---------- | ---------- | ------------------------- | ------- | --------- | --------- | ---------- |
| 1950 | 38.520      | 42.000      | 91,7        | 10         | -          | 10         | 3.852                     |         | 10        | 18        | 5          |
| 1966 | 71.000      | 72.191      | 98,4        | 17         | -          | 17         | 4.176                     |         |           | 47        | 12         |
| 1970 | 92.500      | 93.000      | 99,5        | 19         | -          | 19         | 4.868                     |         | 19        | 60        | 18         |
| 1976 | 105.000     | 120.000     | 87,5        | 18         | 6          | 12         | 5.833                     |         | 17        | 61        | 15         |
| 1980 | 98.600      | 113.500     | 86,9        | 17         | 7          | 10         | 5.800                     |         | 15        | 66        | 16         |
| 1990 | 141.142     | 165.330     | 85,4        | 22         | 15         | 7          | 6.415                     |         | 12        | 67        | 19         |